# Yung Wing
Yung Wing (容閎, 17 novembre 1828 - 21 avril 1912) est le premier étudiant chinois diplômé d'une université américaine (Yale en 1854). Il travaille dans les transactions entre la Chine et les États-Unis et organise la mission d'éducation chinoise. Il obtient finalement la nationalité américaine, mais son statut est remis en question par la Loi de naturalisation de 1870.

## Biographie

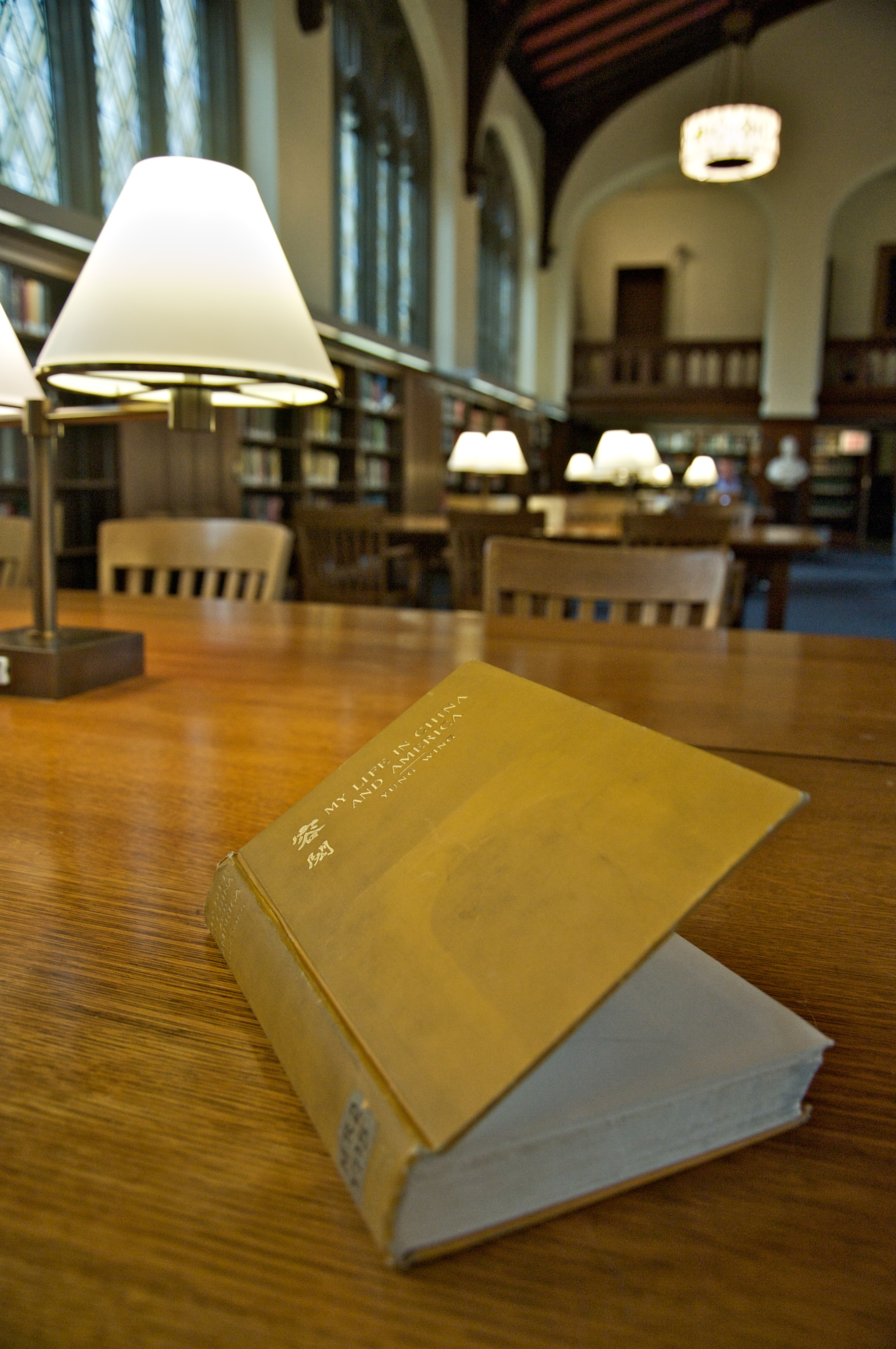
Première édition de Ma Vie en Chine et en Amérique par Yung Wing (1909).

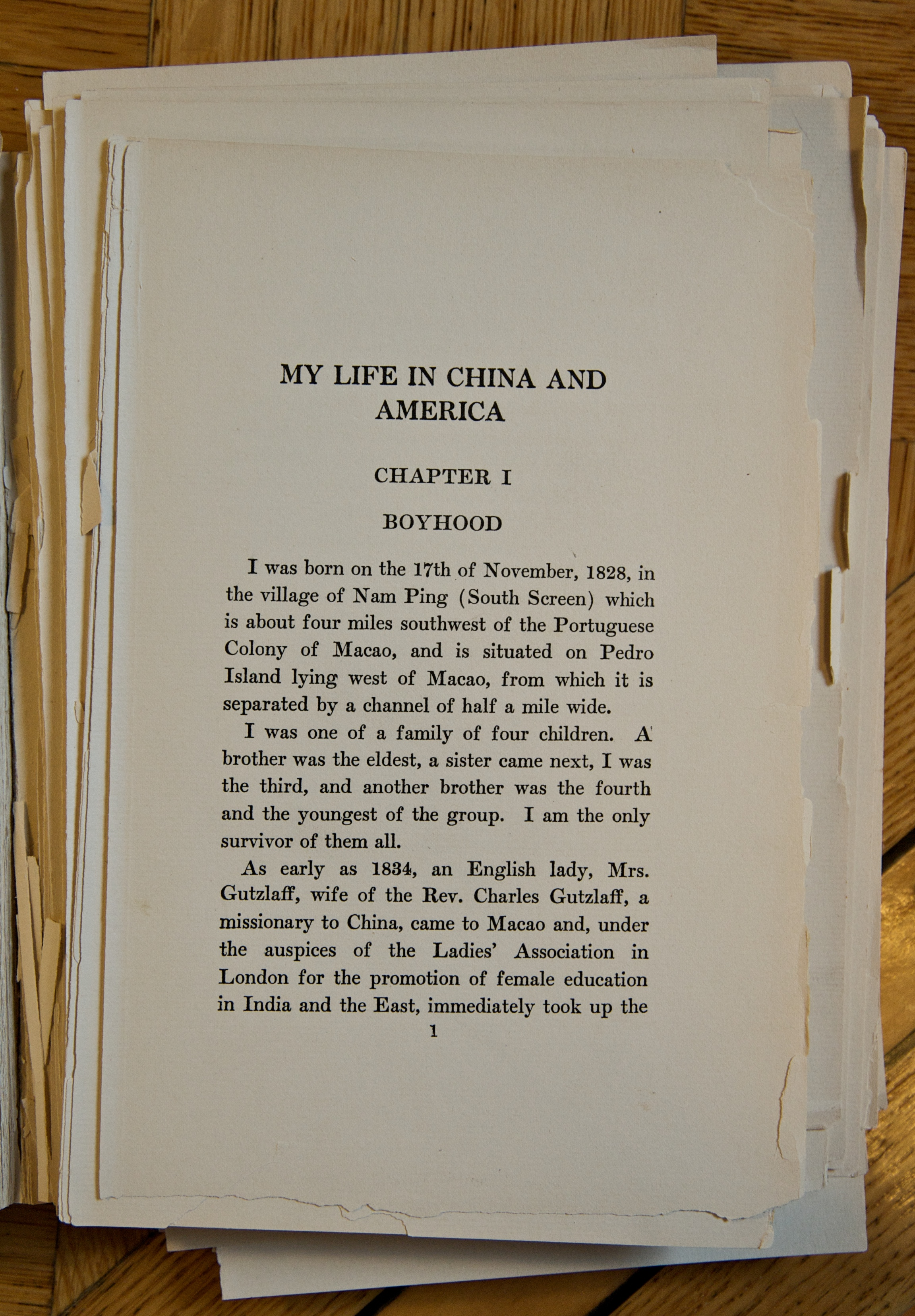
Première page.

Yung est le premier étudiant chinois diplômé d'une université américaine, de l'université Yale en 1854 et ses études ont été financées par Samuel Robbins Brown (1810–1880). Il est membre de la fraternité Delta Kappa Epsilon. À la suite de ses études, Yung Wing retourne en Chine et travaille avec des missionnaires occidentaux comme interprète. En 1859, il accepte l'invitation de la cour des rebelles Taiping de Nankin, mais ses propositions pour améliorer l'efficacité du « royaume céleste » sont finalement toutes rejetées. En 1863, Yung Wing est envoyé aux États-Unis par Zeng Guofan pour acheter les machines nécessaires à l'ouverture d'un arsenal en Chine capable de produire des armes comparables avec celles des puissances occidentales. L'arsenal devient plus tard le chantier naval de Jiangnan.
Yung Wing est naturalisé citoyen américain le 30 octobre 1852, et en 1876, il épouse Mary Kellogg, une Américaine. Ils ont deux enfants : Morrison Brown Yung et Bartlett Golden Yung. À la cérémonie du centenaire de Yale en 1876, Yung Wing reçoit un doctorat honorifique de droit.

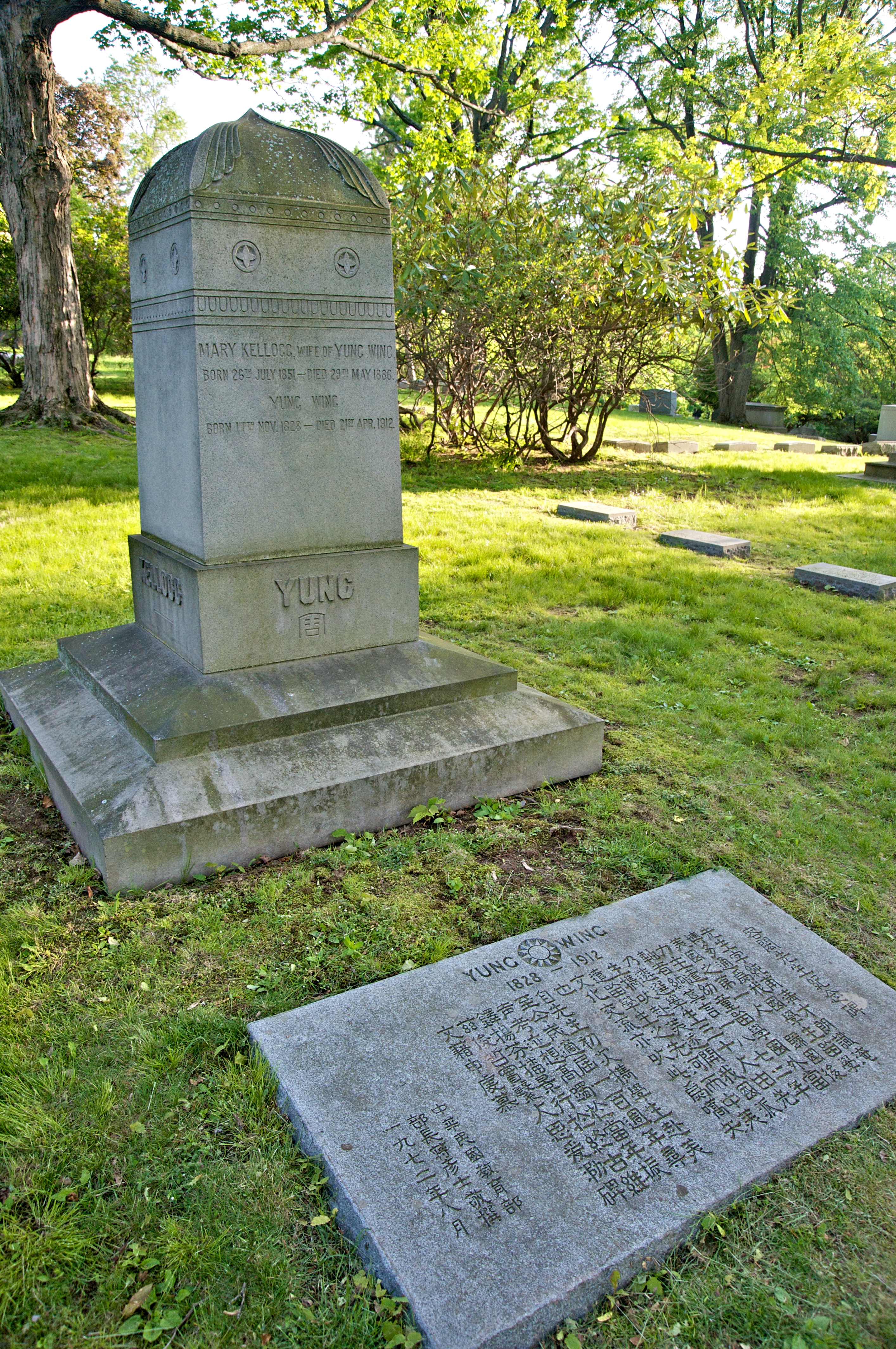
Caveau de la famille Yung Wing à Hartford.

Il persuade le gouvernement Qing d'envoyer de jeunes Chinois aux États-Unis pour étudier les sciences et l'ingénierie occidentales. Avec l'accord du gouvernement, il organise ce qui sera connu sous le nom de mission d'éducation chinoise, qui comprend l'envoi de 120 jeunes étudiants chinois pour étudier en Nouvelle-Angleterre où ils arrivent en 1872. La mission d'éducation est annulée en 1881, mais la plupart des étudiants rentrent en Chine où ils font de grandes contributions dans les services civils, l'ingénierie, et les sciences chinoises.
Yung Wing est un partisan de longue date d'une réforme en Chine. Il suit l'exemple de l'empereur Guangxu qu'il décrit comme un grand pionnier des réformes. Le coup d'État de Cixi en 1898 met un terme aux réformes, et la plupart des réformateurs sont décapités.Une prime de 70 000 $ est mise sur la tête de Yung qui fuit à Hong Kong où il contacte le consulat américain pour rejoindre les États-Unis. Dans une lettre de 1902 du secrétaire d'État américain John Sherman, Yung est informé que sa citoyenneté américaine qu'il avait obtenu depuis 50 ans est révoquée et qu'il n'est plus autorisé à revenir aux États-Unis. Avec l'aide d'amis, il parvient entrer dans le pays à temps pour voir son plus jeune fils, Bartlett, recevoir son diplôme de Yale. Il vit ses dernières années dans la pauvreté à Hartforf, et meurt en 1912. Sa tombe se trouve dans un cimetière de la ville.
Une école publique du Chinatown de New York est nommé en son nom.